# Ranunculus trilobus

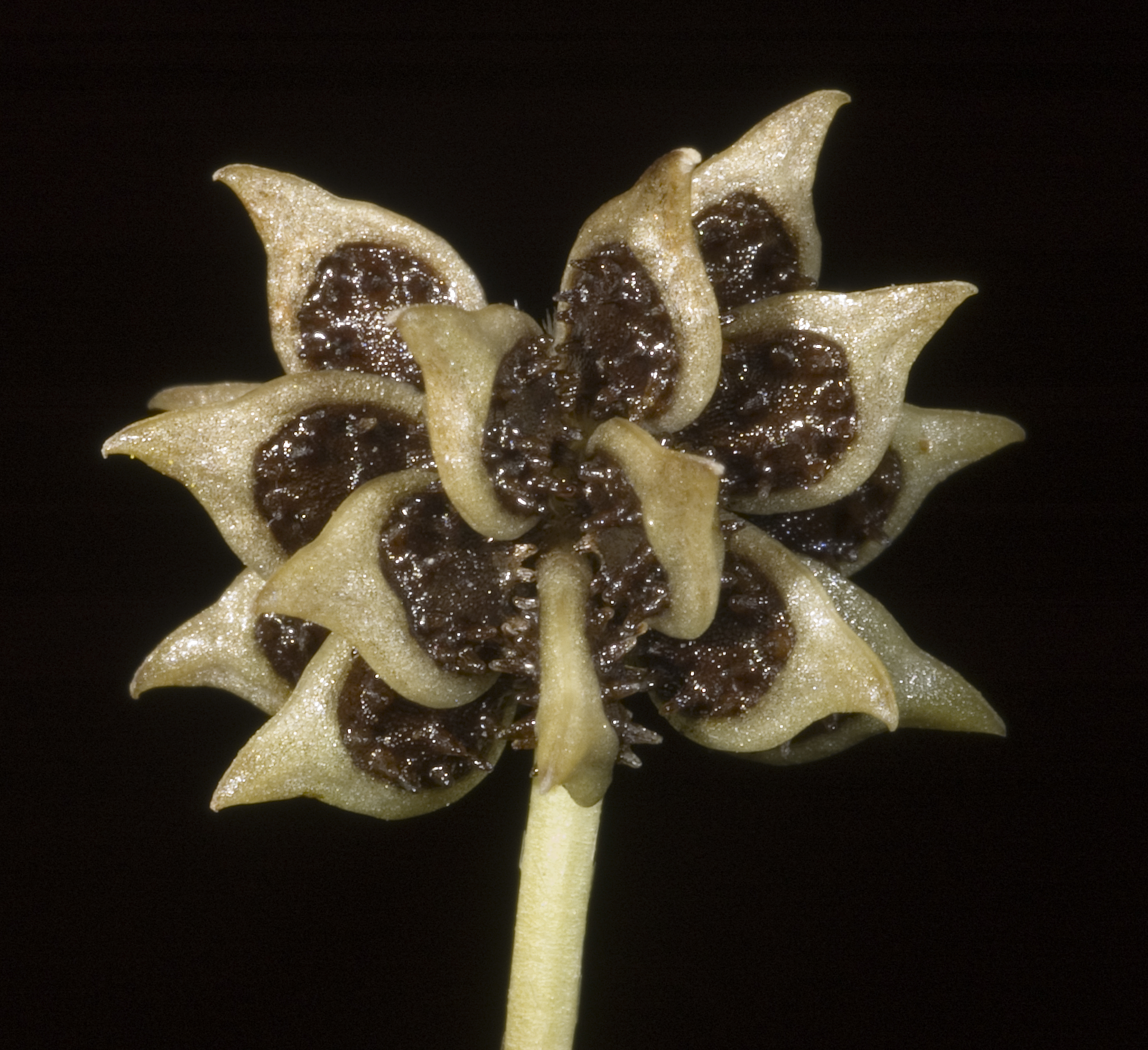

Ranunculus trilobus Desf. – gatunek rośliny z rodziny jaskrowatych (Ranunculaceae Juss.). Występuje naturalnie w południowo-zachodniej Europie. Ponadto został naturalizowany między innymi w Ameryce Północnej i Australii. 

## Rozmieszczenie geograficzne
Rośnie naturalnie w południowo-zachodniej Europie. Ponadto został naturalizowany między innymi w Ameryce Północnej i Australii. W Europie rośnie głównie w Portugalii i Hiszpanii (wliczając Wyspy Kanaryjskie oraz Baleary). We Francji został zarejestrowany w departamencie Żyronda. W Stanach Zjednoczonych został zaobserwowany w stanach Teksas, Luizjana, Alabama, Karolina Południowa oraz Floryda. 

## Morfologia
PokrójRoślina jednoroczna o lekko owłosionych pędach. Dorasta do 10–50 cm wysokości.
LiścieSą trójlistkowe. W zarysie mają sercowato owalny kształt, złożone z trójdzielnych segmentów. Mierzą 5–8 cm długości oraz 3–6 cm szerokości. Ogonek liściowy jest nagi i ma 1,5–9 cm długości.
KwiatySą pojedyncze lub zebrane w wierzchotkach przypominających baldachogrona. Mają żółtawą barwę. Mają 5 eliptycznych działek kielicha, które dorastają do 3–4 mm długości. Mają 5 odwrotnie owalnych płatków o długości 4–5 mm.
OwoceNagie niełupki o długości 2 mm. Tworzą owoc zbiorowy – wieloniełupkę o jajowatym kształcie i 6–7 mm długości.

## Biologia i ekologia
Rośnie na łąkach, nieużytkach i terenach trawiastych. Występuje na obszarze nizinnym. Kwitnie w kwietniu. 